# Фламенго (четврт)
Фламенго је четврт у јужној зони Рио де Жанеира. Налази се на између центра, и четврти Ботафого на самој ивици залива Гуанабара. У четврти, поред истоимене плаже, доминира парк Parque do Flamengo површине 1.2 km², изграђен 1960, на земљи узетој од залива.
Четврт, са луксузним зградама, углавном насељава средња класа. Назив Фламенго може да има различито поријекло. По књизи „Историја улица Рио де Жанеира“, назив је настао у 17. вијеку, када су Холанђани ратовали у Пернамбуку са Португалом, за превласт над колонијама. У то вријеме, холандски заробљеници су довођени у ову област Рија, а Фламани, како су тада звали Холанђани се на португалском зову Фламенгос. Друга теорија, претпоставља да је четврт добила име по птици Фламинго, која је у великом броју била увожена у Бразил са Медитерана. Постоје и многе друге, не толико занимљиве, теорије о називу четврти.

Такође, постоји и фудбалски клуб Фламенго.